# Aichi H9A
 (août 2012).
Si vous disposez d'ouvrages ou d'articles de référence ou si vous connaissez des sites web de qualité traitant du thème abordé ici, merci de compléter l'article en donnant les références utiles à sa vérifiabilité et en les liant à la section « Notes et références ».
L'Aichi H9A est un hydravion à coque d’entrainement japonais de la Seconde Guerre mondiale.

## Origine
En janvier 1940, le bureau d’études Aichi, sous la direction de Morishige Mori, entreprend le développement d’un hydravion spécifiquement destiné à l'entraînement des équipages des Kawanishi H8K Emily.
Sorte de réduction homothétique du H6K Mavis, il s’agissait d’un monoplan parasol modèle "ZXVR63" doté de stabilisateurs de flottaison fixe et de deux moteurs en étoile Nakajima Kotobuki 41 de 580 ch. Équipé d’une double commande, il pouvait embarquer un instructeur, un élève-pilote, un mécanicien-navigant, un opérateur radio et quatre élèves-passagers.
Cet appareil qui a probablement été le seul hydravion à coque jamais construit spécifiquement comme avion d'entraînement, disposait même d’un train semi-escamotable, non utilisable pour se poser sur une piste en dur mais facilitant les mises à l’eau. Pour assurer l'entraînement au tir, une mitrailleuse Type 92 de 7,7 mm pouvait être installée dans le poste de proue et une autre en position dorsale, et deux charges de profondeur de 250 kg pouvaient être montées sous voilure, ce qui permit d’utiliser cet appareil durant les derniers mois de guerre pour des patrouilles à la recherche de sous-marins alliés.

## Prototypes
Trois prototypes AM-21 (désignation constructeur) furent construits, le premier ayant effectué son premier vol en septembre 1940. L’appareil était instable en vol comme à l’atterrissage : il fallut allonger la voilure et modifier les volets. Les capots-moteurs furent également redessinés, ce qui améliora les qualités de vol de l’appareil qui entra finalement en production. Vingt-quatre exemplaires de série furent construits par Aichi et quatre par Nippon Hikoki comme hydravion d'entraînement type 2 (二式練習飛行艇).
À noter que les Alliés n’attribuèrent pas de nom de code à l’Aichi H9A, mis en service en mai/juin 1942, mais dont ils n'en découvrirent l’existence qu’après la fin du conflit,.
En 1945, ces hydravions (une vingtaine ?) auraient été utilisés comme avions kamikazes lors de la bataille d'Okinawa. Au regard de leur lenteur, ces avions auraient été détruits par la chasse alliée bien avant d'arriver sur leurs cibles.
Un seul exemplaire demeure : il est visible au Japon.